# 天地人神心 〜糸の奏〜
『天地人神心 糸の奏』(てんちじんしんしん　いとのかなで)はNeoBallad(ネオバラッド)初のライブDVD&CDセット（DVDとしては3作目）

## 内容
2014年8月16日に高円寺HIGHで行われたワンマンライブ「天地人神心 Vol.4」の20曲を収録

ゲストミュージシャン：寂空 -Jack-（津軽三味線）／浅井眞理(ヴァイオリン）／MIZ (ヴァイオリン）

## 収録曲
1. 〜Prologue〜　(DVDのみ収録)
2. 潮来あやめ踊り
3. 八戸小唄
4. ソーラン節
5. 津軽じょんがら節
6. 外山節
7. 広島木遣り音頭
8. 下津井節
9. 茶碗蒸しの唄
10. 花笠音頭
11. 金毘羅船々
12. 秋田長持唄
13. 新相馬節
14. 会津磐梯山
15. 南部俵積み唄
16. 秋田音頭
17. 嘉瀬の奴踊り
18. 炭坑節
19. 真室川音頭
20. 安里屋ユンタ
21. 秋田大黒舞(DVDのみ収録)